# Emily Stevens
Emily Stevens (Nueva York, 27 de febrero de 1882-Nueva York, 3 de enero de 1928) fue una actriz teatral y cinematográfica de estadounidense, activa en el circuito de Broadway y en el cine mudo en las primeras tres décadas del siglo XX.

## Entorno familiar
Nacida en la ciudad de Nueva York, era hija de Robert E. Stevens y de Emma Maddern. Emily procedía de una familia teatral, y estudió en el Institute of the Holy Angels en Fort Lee (Nueva Jersey) y en la St. Mary's Hall-Doane Academy de Burlington (Nueva Jersey). 
Era prima de la actriz Minnie Maddern Fiske, con la que guardaba un considerable parecido físico. Además, esta semejanza se acentuaba por el estilo interpretativo de ambas.

## Actriz teatral

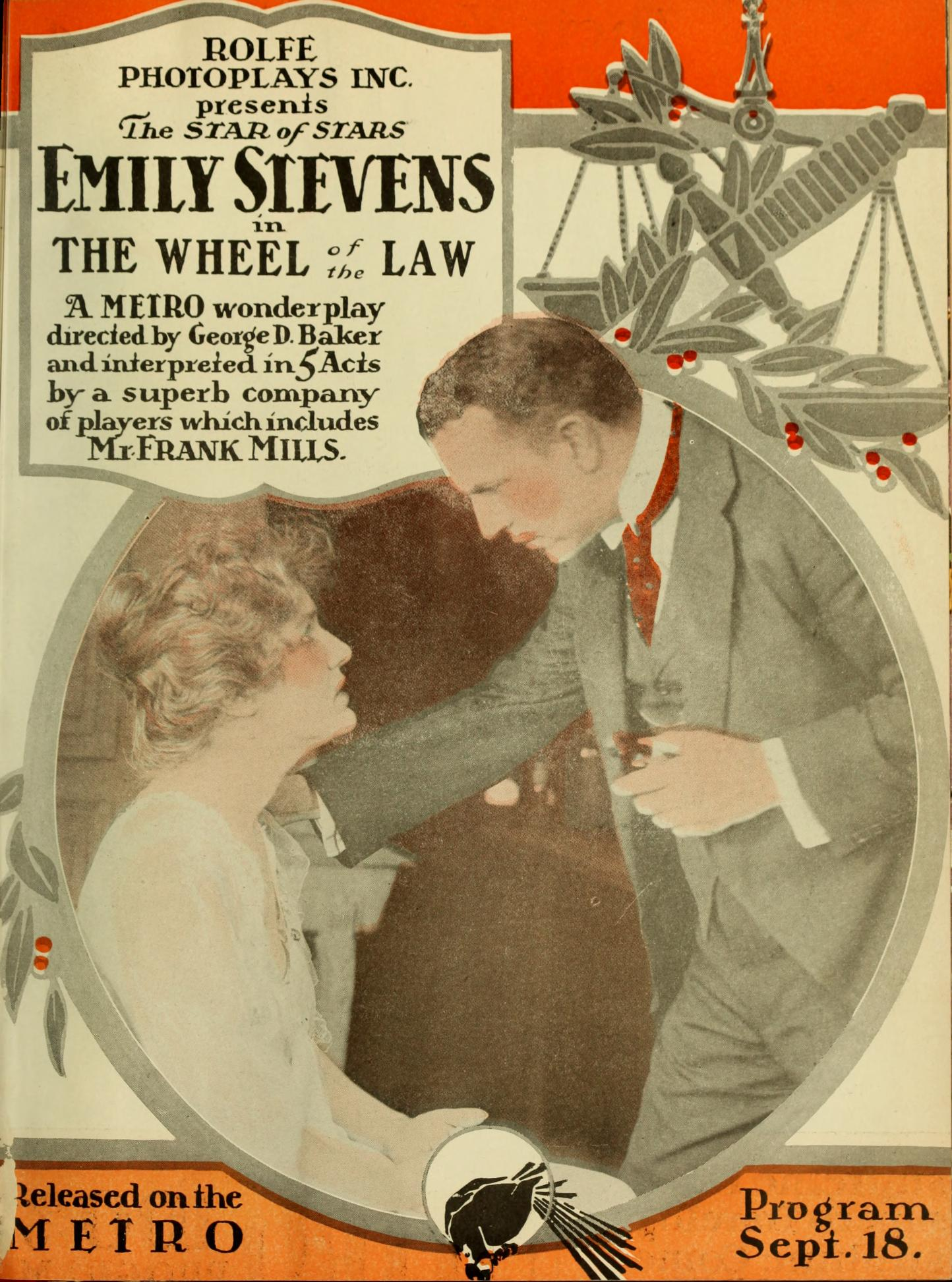
The Wheel of Law (1916)

Su debut teatral tuvo lugar con la obra Becky Sharp, representada en Bridgeport, Connecticut el 8 de octubre de 1900. Stevens también formó parte del reparto de Miranda of the Balcony, pieza producida por el Teatro Manhattan de Nueva York en septiembre de 1901. Este drama fue la primera representación llevada a cabo en el local dirigido por Harrison Grey Fiske. El papel de Stevens fue el de Lady Ethel Mickleham. El papel principal de Miranda Warriner fue interpretado por Mrs. Fiske, siendo la actriz elogiada por su trabajo. En noviembre la compañía de Mrs. Fiske puso en escena The Unwelcome Mrs. Hatch en el Manhattan. La obra fue escrita por Constance Cary Harrison o David Belasco, y en la misma Stevens interpretaba el papel de Gladys Lorimer.
En mayo de 1902 Mrs. Fiske repuso Tess of the D'Urbervilles en el Teatro Manhattan, actuando Stevens en la obra. En 1904 Stevens pasó a ser miembro permanente de la compañía de Mrs. Fiske. Otro de sus papeles fue el de Miriam en Mary of Magdala en 1904. 
El Teatro Manhattan estrenó Becky Sharp en septiembre de 1904, pieza basada en la novela La feria de las vanidades, de William Makepeace Thackeray. La comedia, en cuatro actos, estaba escrita por Langdon Mitchell, y los actores principales eran Stevens y George Arliss. 
Se repuso Hedda Gabler en noviembre de 1904 con Mrs. Fiske en el papel principal, y Stevens en el de Berta. Leah Kleschna fue una pieza escrita especialmente para Mrs. Fiske por C.M.S. McClellan (Hugh Morton). El Teatro Manhattan la estrenó en diciembre de 1904, y en la misma actuaban Stevens, Arliss, John B. Mason, y Marie Fedor.
Stevens permaneció ocho años en la compañía de Fiske. The Eyes of the World fue otra de las producciones en las que actuó durante ese período. Hizo papeles menores junto a Arliss y Bertha Kalich antes de que le llegara su verdadero primer gran éxito en Nueva York de la mano de la obra Septimus (1909), representada en el Walleck's Theatre. A este logro le siguió una actuación en el primer papel femenino en The Boss, pieza protagonizada por Holbrook Blinn. 
Stevens fue Mary Turner en Within The Law, representada en Chicago, Illinois, en 1912. Esto ocurrió varios meses antes de que Jane Cowl hiciera famoso al personaje en un montaje llevado a cabo en Nueva York. Tras Within The Law Stevens tuvo papeles destacados en producciones de las obras Today, The Garden of  Paradise, The Unchastened Woman (1915 - 1916), y en Hedda Gabler (1926, en el papel del título). 
También recibió una muy buena acogida su actuación en The Fugitive (1916), de John Galsworthy. Tras haber sido representada esta tragedia en Londres, Inglaterra, se especulaba sobre qué actriz estadounidense podía asumir el papel. Finalmente, la elección de Stevens y su trabajo fueron recibidos con una elogiosa crítica publicada en The Times.
Otro marcado éxito de Stevens llegó en marzo de 1924 con Fata Morgana, una producción de la sociedad teatral Theatre Guild representada en el Garrick Theatre. El último papel de Stevens fue el de viuda en una producción que Theatre Guild llevó a cabo de la obra The Second Man. Sustituyó a Lynn Fontanne en ese papel en julio de 1927, interpretándolo hasta que la obra finalizó sus representaciones en octubre.

## Fallecimiento
Emily Stevens falleció en su apartamento de la ciudad de Nueva York en 1928. Tenía 45 años, estaba soltera y no había tenido hijos. Le sobrevivió su hermano Robert, director teatral de Rochester (Nueva York). En el momento de su muerte, Stevens había hecho pruebas para poner en escena la obra Diplomacy, de Victorien Sardou.
Un forense dijo que se habían hallado indicios de que Stevens había tomado una sobredosis de una droga. El Dr. Milton J. Wilson fue llamado al apartamento de Stevens el día antes de su muerte, pues la actriz fue encontrada en coma. Este facultativo afirmaba que la causa de  la muerte era una neumonía, desarrollada tras la aparición del coma. 
Stevens era controlada por un neurólogo desde un año antes de fallecer, y había sido tratada por un crisis nerviosa. La autopsia dio como causa oficial de la muerte una congestión visceral, la cual podría haber sido secundaria a la neumonía.
Los restos de la actriz fueron incinerados en Nueva Jersey.